# Oedenoderus pupa
Oedenoderus pupa là một loài bọ cánh cứng trong họ Cerambycidae.